# 日本基督教団天満教会
日本基督教団天満教会（にほんきりすときょうだんてんまきょうかい）は、大阪府大阪市北区天神西町にある日本基督教団に所属するメソジスト系の教会である。

## 歴史
1879年（明治12年）に建設された教会で、1929年（昭和4年）に中村鎮の設計で建て替えられ現在に至っている。
初代の牧師には沢山保羅が就任し、その後は浮田和民・本間重慶・長田時行・武本喜代蔵・木村清松などが牧師を務めた。

## 交通
- Osaka Metro谷町線・堺筋線「南森町駅」より徒歩で約5分。
- JR東西線「大阪天満宮駅」より徒歩で約5分。